# Sniper: Ghost Warrior 2
Sniper: Ghost Warrior 2 è un videogioco di genere sparatutto in prima persona, sequel di Sniper: Ghost Warrior. Sviluppato da City Interactive e distribuito dalla stessa e da Namco Bandai per l'Europa, è uscito in quest'ultima il 15 marzo 2013 sulle piattaforme Microsoft Windows, Xbox 360 e PlayStation 3.

## Nuove caratteristiche
In questo nuovo capitolo il giocatore vestirà i panni di un simulatore di cecchino e rispetto al precedente, questa nuova serie, grazie anche al nuovo motore grafico, il CryENGINE 3, presenta importanti novità di gameplay. Il gioco combina elementi stealth ad elementi tattici e per poter ottenere buone performance bisognerà avere un'ottima precisione che sarà influenzata dal clima; in particolare dal vento. Gli scenari risultano essere più realistici, ed essendo la distanza di tiro maggiore rispetto al precedente ci si potrà muovere in posti più difficili da gestire. In realtà le grandi aspettative date dal motore grafico succitato sono state in gran parte disattese da una programmazione poco accorta dello stesso. Anche l'AI dei nemici e la balistica risultano non proprio a un buon livello, sebbene il gioco, per chi è appassionato del genere, risulti essere tutto sommato godibile.

## Pubblicazione
Il gioco è stato annunciato per la prima volta all'E3 del 2011. Il trailer di lancio del gioco è stato pubblicato sul canale ufficiale di YouTube di City Interactive l'8 marzo 2013. Il gioco è uscito ufficialmente il 12 marzo 2013 in Nord America e il 15 marzo 2013 in Europa.

## Ambientazione
Il gioco si svolge in 3 atti:
Il primo è ambientato nelle Filippine, dove si impersona il capitano Cole Anderson sulle tracce di un gruppo di terroristi controllato da un pericoloso trafficante d'armi: difatti in un assalto a un laboratorio chimico dislocato in Siberia, i malviventi sono entrati in possesso di una pericolosa arma biologica, con l'intento di venderla sul mercato nero al miglior offerente. Il compito è quello di impedire che avvenga tale scambio, recuperare la refurtiva ed eliminare il capo dell'organizzazione. Al termine delle 3 missioni di cui è composto il primo atto, il personaggio verrà arrestato per aver disubbidito agli ordini.
Il secondo atto riparte dalla cella di detenzione dove Anderson ripenserà alla analogia della situazione in cui si trova collegata a degli avvenimenti passati svoltisi per le strade di Sarajevo durante la guerra dei Balcani del '92. Al termine della terza missione verrà chiarito al giocatore un importante tassello del puzzle. L'ultimo atto è ambientato in Tibet, che è diviso in 4 missioni anziché nelle solite 3.
Il pretesto dell'arma rubata non è certo uno dei più originali, ma ha il pregio di portarci in giro per il mondo, permettendo di ambientare i tre atti di cui è composta la campagna in tre differenti location ognuna con caratteristiche uniche.
Come detto si parte dalle foreste e dalle grotte umide e selvagge delle Isole Filippine, per poi arrivare in una Sarajevo distrutta dal conflitto balcanico dei primi anni novanta e concludere con una sessione ambientata tra i pendii e i santuari buddhisti del Tibet. Nonostante l'incursione nel 1993, il gioco è ambientato ai giorni nostri, ma il flashback nei Balcani avrà il suo peso nella narrazione dei fatti odierni, anche perché già nel briefing della prima missione del primo atto si fa riferimento a questi avvenimenti passati. Tuttavia la storia è appena accettabile. La campagna infatti è lunga sei ore scarse e la trama non è altro che un blando collante tra le dieci missioni da cui sono costituiti i vari atti.
I personaggi di entrambi gli schieramenti sono poco caratterizzati e la storia manca completamente di ritmo e mordente, risultando piatta, poco ispirata e con un finale decisamente frettoloso e sbrigativo. La ragione principale di tutto ciò è che al contrario del primo Sniper: Ghost Warrior, qui la stragrande maggioranza dell'azione di gioco si svolge col personaggio che fa da "gregario" al leader che è controllato dal computer e dà direttive e ordini che si devono meccanicamente eseguire, snaturando la logica della tattica del cecchino. C'è da dire che, comunque, una certa libertà d'azione viene mantenuta e in diverse occasioni si possono prendere iniziative che hanno impatto sullo svolgimento del gioco.
Dal 27 marzo 2013 è disponibile un DLC aggiuntivo (a pagamento), che si chiama "Attacco Siberiano". Questo nuovo atto, suddiviso in 3 missioni, è ambientato in Siberia, ed è un prequel del primo atto. In questo add-on difatti si narra la storia, di cui si fa menzione nel gioco durante le prime missioni, proprio degli avvenimenti che hanno portato alla situazione dalla quale si parte nel gioco originale, del quale quindi fa diegeticamente parte integrante.
Contrariamente alla solita filosofia però, in "Attacco Siberiano" due missioni su tre si svolgono in solitaria, senza essere "guidati" dal compagno virtuale controllato dal computer, ritornando quindi allo spirito originale del primo Sniper: Ghost Warrior. Per via di mappe molto grandi e una ambientazione estremamente suggestiva, unitamente appunto al fatto di essere "soli", questo capitolo aggiuntivo che fornisce circa 3 ore di gioco in più, è particolarmente apprezzabile per via delle decisioni tattiche e strategiche che si devono attuare per poter progredire. Anche la missione che prevede il compagno, comunque, lo fa solo nella parte finale e quindi, per assurdo, rende questo DLC la parte migliore di tutto il gioco.